# Pino Pavone
Pino Pavone (Catanzaro, 22 giugno 1937) è un cantautore italiano.

## Carriera
Amico e collaboratore di Piero Ciampi, ha scritto vari brani assieme al cantautore livornese, tra i quali: Mia moglie, Bambino mio (incisa da Carmen Villani, Ombretta Colli e Rossana Casale), L'amore è tutto qui (Nada e Patty Pravo), In un Palazzo di Giustizia, Andare camminare lavorare, Don Chisciotte (Francesco Baccini, Gino Paoli).
Ha collaborato con Piero Ciampi alla scrittura dell'album Ho scoperto che esisto anch'io di Nada del 1973.
Nel 1990 ha pubblicato per la Interbeat il suo primo album da solista, Maledetti amici, che gli è valso nel 1992 la Targa Tenco per la migliore opera prima ed una menzione al Midem di Cannes.
Nel 1995 ha pubblicato il suo secondo lavoro, Notizie.
Il 24 dicembre 2015 ha annunciato l'uscita dell'album La vita è dispari.

## Discografia

### Album in studio
- 1992 - Maledetti amici (Interbeat)
- 1995 - Notizie (Interbeat)
- 2015 - La vita è dispari